# アーナンダ賢善一喜経
『アーナンダ賢善一喜経』（アーナンダけんぜんいっききょう、巴: Ānanda-bhaddekaratta-sutta, アーナンダ・バッデーカラッタ・スッタ）とは、パーリ仏典経蔵中部に収録されている第132経。『阿難一夜賢者経』（あなんいちやけんじゃきょう）、『阿難説経』（あなんせつきょう）とも。
アーナンダ（阿難）が、比丘たちに、「吉祥なる一日（一夜）の賢者」の教説を行う。

## 構成

### 登場人物
- アーナンダ（阿難）
- 釈迦

### 場面設定
ある時、釈迦は、サーヴァッティー（舎衛城）のアナータピンディカ園（祇園精舎）に滞在していた。
アーナンダ（阿難）は比丘たちに、「吉祥なる一日（一夜）の賢者」の教説を行い、比丘たちは歓喜する。
後から釈迦はその話を聞き、アーナンダに何を話したか尋ねる。アーナンダ（阿難）は「吉祥なる一日（一夜）の賢者」の説法であると告げ、釈迦に再度披露する。
釈迦は歓喜する。